# Jakub Koloc
Jakub Koloc (ur. 14 marca 1991 r.) – czeski wioślarz.

## Osiągnięcia
- Mistrzostwa Świata Juniorów – Brive-la-Gaillarde 2009 – dwójka podwójna – 14. miejsce[1].
- Mistrzostwa Świata U-23 – Brześć 2010 – czwórka bez sternika – 4. miejsce[1].
- Mistrzostwa Europy – Montemor-o-Velho 2010 – ósemka – 7. miejsce[1].